# باول شبيغل
باول شبيغل (بالألمانية: Paul Spiegel)‏ هو صحفي وسياسي ألماني، ولد في 31 ديسمبر 1937 بفارندورف في ألمانيا، وتوفي في 30 أبريل 2006 بدوسلدورف في ألمانيا بسبب سرطان. حزبياً، نشط في الحزب الديمقراطي الاجتماعي الألماني.

## روابط خارجية
- باول شبيغل على موقع مونزينجر (الألمانية)